# Bunte
Bunte é uma revista ilustrada alemã, publicada pela Bunte Entertainment Verlag GmbH, subsidiária do grupo Hubert Burda Media. Bunte enfoca-se no mundo das celebridades, em interesses de estilo de vida, fofocas e artes. Assemelha-se à brasileira Caras.

## História
A revista foi lançada em 1948, sob o título Das Ufer. Nessa época ela ainda era editada por Franz Burda. Sendo só em 1954 que ela passou a ser ilustrada, mudando de nome para Bunte Illustrierte. Com um novo formato, Franz Burda disse ter se inspirado nas obras do pintor Andy Warhol.
Desde a edição 40 de 1957 é publicada semanalmente. Após a aquisição da Deutsche Illustrierte, em fevereiro de 1958, a revista passou a ser vendida como Bunte Deutsche Illustrierte e teve seu corpo editorial expandido.
Em outubro de 1960 adquiriu a revista Münchner Illustrierte e foi renomada para Bunte Münchner Illustrierte. Como uma segunda redação em Munique, a editora Burda chegou à cidade. Em 1º de janeiro de 1963, a Bunte Münchner Illustrierte adquiriu a Frankfurter Illustrierte, e passou a se chamar Bunte Münchner Frankfurter Illustrierte. Em 1º de julho de 1972, foi publicada pela primeira vez sob o título Bunte, sendo seu chefe de redação, em 3 de março de 1976, Herbert Burda. No fim do outubro de 1986, sua redação foi transferida de Offenburg para a nova editora na Arabellapark, em Munique.

## Polêmicas
Em 1995, a publicação de fotos de Carolina de Mônaco, entre outras coisas, levou a anos de processos judiciais entre a Editora Burda e a princesa.
Em 2008, o Conselho de Imprensa Alemão repreendeu a revista por infrigir o Código de Imprensa Alemão. A revista reportara um novo modelo de automóvel e, segundo a conclusão do conselho, isso seria marketing disfarçado do novo produto.
A chefe de redação da Bunte é, desde 1º de janeiro de 1997, Patricia Riekel, que também chefia uma revista chamada Amica. Riekel é, desde 1996, sócia de Helmut Markwork, redatora-chefe da Focus, assim como em outras revistas de notícias da Editora Burda. Paul Sahner é membro da redação e repórter-chefe da revista.